# 맹산반딧불이자연학교
경기도 성남시 분당구에 있는 맹산반딧불이자연학교는 1996년 ‘분당환경시민의모임’을 중심으로 지역주민들과 녹지개발반대운동을 계기로 만들어져 운영되고 있는 생태 교육·체험 시설이다.

## 개요
이 학교의 모태는 1994년 당시 1회성으로 운영되었으나, 이후 환경 교육의 중요성에 대한 인식이 제고되자 지속적인 프로그램을 개발·운영하게 되면서 1998년에는 지금의 맹산반딧불이자연학교가 개설되었다. 정기 프로그램은 8주 단위이며, 계절별 특성에 맞춘 가족 공동체 프로그램으로 운영하고 있다.
규모는 약 129,030m2이며, 프로그램은 학교환경교육, 유치원 체험 프로그램, 자연물을 소재로 한 만들기 프로그램, 대보름행사, 식목일행사, 어린이 자연 한마당, 반딧불이축제, 반딧불이체험교실, 해설이 있는 맹산 둘러보기 등 다양하다.

## 맹산
조선시대 학자인 맹사성이 관직을 물러나면서 하사받아 광주군 쪽 산사면에 맹씨 문중이 지속적으로 살아오게 되면서, 1980년대에 맹산이라는 이름이 생겼다고 한다. 현재 맹산에는 소나무와 참나무 등의 녹지가 잘 보전되어 있고, 천연기념물인 ‘황조롱이’를 비롯하여 다양한 습지식물과 야생화, 곤충들이 서식하고 있다. 특히 인접한 영장산과 더불어 반딧불의 중요 서식처이기 때문에, 7월과 8월에는 그 일대에서‘반딧불이 축제’가 개최되고 있다. 그러나 현재 맹산은 각종 위락단지 조성과 난개발에 의해 훼손될 위험에 처해 있다.
맹산은 2001년 제2회 한국내셔널트러스트 보전 대상지 시민공모전에서 금상을 수상하여 보전 지역으로 선정되었고, 2002년 4월부터 시민성금 모금이 진행되고 있다.

## 위치
- 경기도 성남시 분당구 장미로 132번길 11-9 (야탑동)
- 위치를 표시한 구글 지도